# 음력 7월 5일
음력 7월 5일은 음력 7월의 5번째 날이다.

## 사건
- 1994년 - 경남 밀양군 삼랑진역에서 철도 사고로 부기관사등 인사사고 발생
- 2014년 - 전라남도 여수시의 한 조선 해양소에서 암모니아 가스 누출 사고가 일어났다. 이사고로 1명이 사망하고 30명이 부상 당했다.

## 문화
- 1946년 - 제주도, 도(道)로 승격.
- 1961년 - 농업협동조합 창설.

## 탄생
- 1901년 - 대한민국의 기업인 박인천.
- 1956년 - 대한민국의 권투 선수 김득구.
- 1997년 -
  - 대한민국의 컬링 선수 장혜지.
  - 대한민국의 가수 종한.
  - 대한민국의 양궁 선수 이우석.

## 같이 보기
- 음력 360일: 1월 2월 3월 4월 5월 6월 7월 8월 9월 10월 11월 12월
- 전날:7월 4일 다음날:7월 6일 - 전달:6월 5일 다음달:8월 5일
- 양력:7월 5일
- 음력, 윤달